# Isla Caamaño
Isla Caamaño (también escrito Camano Island) es una gran isla, en el condado de Island, en el estado de Washington, entre la isla Whidbey y el continente. El cuerpo de agua que separa la isla de Whidbey y la isla de Camaño se llama pasaje de Saratoga.
Según el censo de 2000 en la isla había 13.358 residentes, pero con picos de población de 17.000 personas durante los meses de verano. La isla tiene una superficie total de 102,99 km², a pesar de que era más grande antes del gran deslizamiento de 1825. El lago Kristoferson es el más grande en la isla.
La Isla de Camano o Caamaño recibe su nombre del explorador español Jacinto Caamaño.